# Wagon Heels
Pour les articles homonymes, voir Wagon (homonymie).
Wagon Heels est un cartoon, réalisé par Bob Clampett et sorti en 1945, qui met en scène Porky Pig.

## Synopsis
Porky le cowboy est confronté a un amérindien.

## Fiche technique
genre : animation , western